# Jorodishche (Alchevsk)
Jorodishche (en ucraniano: Городище, romanizado: Horodyshche; en ruso: Городище) es un asentamiento urbano ucraniano perteneciente al óblast de Lugansk. Situado en el este del país, hasta 2020 era parte del raión de Perevalsk, pero hoy es parte del raión de Alchevsk y del municipio (hromada) de Alchevsk. Sin embargo, según el sistema administrativo ruso que ocupa y controla la región, Jorodishche sigue perteneciendo al raión de Perevalsk.
El asentamiento se encuentra ocupado por Rusia desde la guerra del Dombás, siendo administrado como parte de la de facto República Popular de Lugansk y luego ilegalmente integrado en Rusia como parte de la República Popular de Lugansk rusa.

## Geografía
Jorodishche está a orillas del río Bila, 18 km al suroeste de Perevalsk y 55 km al oeste de Lugansk.

## Historia
El asentamiento fue establecido en el siglo XVII por los viejos creyentes rusos, inmigrantes de Moscú y los suburbios de Moscú que huyeron de la persecución de las autoridades eclesiásticas y seculares. En el siglo XVIII se establecieron aquí antiguos siervos.
Durante el Holodomor (1932-1933), el número de víctimas establecidas es de 451 residentes del asentamiento de Jorodishche.
En 1964 se elevó a un asentamiento de tipo urbano.
En 2014, durante la guerra del Dombás, los separatistas prorrusos tomaron el control de Jorodishche y desde entonces está controlado por la autoproclamada República Popular de Lugansk.

## Demografía
La evolución de la población entre 1859 y 2022 fue la siguiente:
| 3298                                                          | 4175 | 4060 | 3620 | 2602 | 2499 | 2403 | 2377 |
| (Fuente: Cities & Towns of Ukraine y UKRAINE: Größere Städte) |      |      |      |      |      |      |      |

Según el censo de 2001, la lengua materna de la mayoría de los habitantes, el 97,8%, es el ruso; del 2,17% es el ucraniano.